# 張耀霊
張 耀霊（ちょう ようれい）は、五胡十六国時代の前涼の第6代君主。字は元舒。第5代君主張重華の次男。

## 生涯
建興31年（343年）、張重華の次男として生まれた。
建興41年（353年）10月、張重華は病を患うようになると、張耀霊はまだ10歳であったが、世子に立てられた。
11月、張重華は重篤に陥ると、功臣である謝艾を呼び寄せて張耀霊の輔政を命じようとしたが、長寧侯張祚・右長史趙長の画策により阻まれた。間もなく張重華がこの世を去ると、張耀霊が後を継ぎ、大司馬・大将軍・護羌校尉・涼州刺史・涼州牧・西平公を称した。父を顕陵に葬り、昭公と諡した。趙長らは張重華の遺詔を捏造し、張祚を使持節・都督中外諸軍事・撫軍大将軍に任じて、張耀霊の輔政を委ねた。
12月、趙長らは建議して「時難は未だ平らげられておらず、年長の主君を立てるべきです。耀霊は沖幼であり、どうか長寧侯祚を立てていただきますよう」と述べた。張祚は予め張重華の母である馬氏にこの事を伝えており、馬氏は張祚を寵愛していたので、これを認めた。これにより、張耀霊は廃されて涼寧侯に降格となり、幽閉された。代わって張祚が大都督・大将軍・涼州牧・涼公となった。
和平2年（355年）7月、河州刺史張瓘は張祚討伐を掲げて挙兵し、州郡に檄を飛ばして「祚を廃して侯として邸宅に返し、涼寧侯耀霊を復位させるのだ」と触れ回った。8月、驃騎将軍宋混もまた張瓘に呼応すると、張祚は楊秋胡を派遣して張耀霊捕縛を命じた。張耀霊は東苑で捕らえられ、殺害された。その遺体は沙坑に埋められた。哀公と諡された。9月、武始に屯営していた宋混は、張耀霊の為に喪を発した。

## 年号
1. 建興：353年